# Armin Kraaz
Armin Kraaz (* 3. Februar 1965 in Frankfurt am Main) ist ein ehemaliger deutscher Fußballtrainer und ehemaliger Fußballspieler.
Der ehemalige Abwehrspieler spielte als Jugendlicher von 1974 bis 1980 für den Frankfurter Stadtteilverein Viktoria Preußen und wechselte dann zu Eintracht Frankfurt. Mit der Eintracht wurde er 1981 Deutscher B-Jugend-Vizemeister und 1983 Deutscher A-Jugend-Meister. Ab der Saison 1983/84 stand er im Profikader der Eintracht und kam in den darauf folgenden Jahren zu 123 Bundesligaspielen, in denen er drei Tore erzielte. Mit nur 23 Jahren beendete Kraaz, trotz eines Angebots von Borussia Dortmund, seine Profi-Karriere, um eine Ausbildung als Werbekaufmann zu absolvieren. 1988 bis 1996 spielte er für Rot-Weiss Frankfurt in der Hessenliga.
1996 wechselte er in den Trainerstab von Eintracht Frankfurt und war zunächst als A-Jugend-Trainer tätig. Im März 1997 wurde er noch kurz für die Eintracht-Amateure reaktiviert und setzte dann bis 2001 seine Tätigkeit bei den Eintracht-Junioren fort. Im Januar 2001 wurde er zum Co-Trainer bei Eintracht Frankfurt berufen und war zwischen dem 8. März und dem 27. Mai 2002 dort kurzzeitig Cheftrainer. Vom 1. Januar 2010 bis 30. September 2019 war er Leiter des Nachwuchsleistungszentrums von Eintracht Frankfurt. Seit Oktober 2019 ist er im Nachwuchs- und Sportkooperationsbereich für Eintracht Frankfurt in Nordamerika tätig. Seit 2024 ist Kraaz Vizepräsident des Vereins.
Kraaz ist verheiratet und hat zwei Töchter.